# Conseil des Hilltops
Le conseil des Hilltops (en anglais : Hilltops Council) est une zone d'administration locale située dans l'État de Nouvelle-Galles du Sud en Australie.

## Géographie
La zone s'étend sur 7 139 km2 dans les South West Slopes au sud-est de la Nouvelle-Galles du Sud. L'une des principales activités économiques est la viticulture.
Il comprend la ville de Young, les villes jumelles de Harden et de Murrumburrah, ainsi que les localités de Bendick Murrell, Berremangra, 
Boorowa, Bribbaree, Frogmore, Galong, Godfreys Creek, Hovells Creek, Jugiong, Kingsvale, Koorawatha, Maimuru, Milvale, Monteagle, Mount Collins, Murringo, Reids Flat, Rugby, Rye Park, Taylors Flat, Thuddungra, Wirrimah, Wombat et une partie de Wyangala.

## Histoire
Le 12 mai 2016, le gouvernement de Nouvelle-Galles du Sud décide de fusionner les zones d'administration locale de Boorowa, Harden et Young pour former le conseil des Hilltops.

## Démographie
En 2016, la population s'élevait à 18 498 habitants.

## Politique et administration
Le conseil comprend onze membres élus pour quatre ans, qui à leur tour élisent le maire. À la suite des élections du 4 décembre 2021, le conseil est formé d'indépendants.

### Liste des maires
| Période           | Période        | Identité        | Étiquette    | Qualité         |
| ----------------- | -------------- | --------------- | ------------ | --------------- |
| 12 mai 2016       | septembre 2017 | Wendy Tuckerman |              | Administratrice |
| 21 septembre 2017 | 5 janvier 2022 | Brian Ingram    | Indépendant  |                 |
| 5 janvier 2022    | en fonction    | Margaret Roles  | Indépendante |                 |